# Hotel California/The Long Run
| Recensione | Giudizio |
| ---------- | -------- |
| AllMusic   |          |

Hotel California/The Long Run è un album raccolta del gruppo musicale Eagles, pubblicato nel 1984.

## Tracce

### Hotel California
1. Hotel California (Don Felder - Glenn Frey) - 6:30
2. New Kid in Town (J.D. Souther - Don Henley - Glenn Frey) - 5:04
3. Life in the Fast Lane (Joe Walsh - Don Henley - Glenn Frey) - 4:46
4. Wasted Time (Don Henley - Glenn Frey) - 4:55
5. Wasted Time (reprise) (Don Henley - Glenn Frey - Jim Ed Norman) - 1:22
6. Victim of Love (Don Felder - Glenn Frey - Don Henley - J.D. Souther) - 4:11
7. Pretty Maids All in a Row (Joe Walsh - Joe Vitale) - 4:05
8. Try and Love Again (Randy Meisner) - 5:10
9. The Last Resort (Don Henley - Glenn Frey) - 7:25

### The Long Run
1. The Long Run - 3:42
2. I Can't Tell You Why - 4:56
3. In the City - 3:46
4. The Disco Strangler - 2:46
5. King of Hollywood - 6:28
6. Heartache Tonight - 4:26
7. Those Shoes - 4:56
8. Teenage Jail - 3:44
9. The Greeks Don't Want No Freaks - 2:20
10. The Sad Café  -5:35